# Merk & Kremont
Merk & Kremont est un duo de disc jockeys et producteurs italiens, composé de Federico Merk et de Joe Kremont, et originaire de Milan.

## Discographie

### Singles
- 2012 : Underground [Spinnin' Records]
- 2013 : Tundra (avec Paris & Simo) [Flamingo Recordings]
- 2013 : Gear [Flamingo Recordings]
- 2013 : Zunami [Protocol Recordings]
- 2014 : Charger (avec Amersy) [Doorn Records]
- 2014 : Amen [Size Records]
- 2014 : Anubi (avec Dannic) [Revealed Recordings]
- 2014 : Strike (avec Toby Green) [Doorn Records]
- 2014 : Now or Never (feat. Bongom) [Spinnin' Records]
- 2015 : Black & White (avec Volt & State) [Protocol Recordings]
- 2015 : Get Get Down [Spinnin' Records]
- 2015 : Up'N'Down [Spinnin' Records]
- 2016 : 41 Days [Free / Spinnin' Premium]
- 2016 : Give Me Some (avec Fedde Le Grand) [Darklight Recordings]
- 2016 : Eyes [Spinnin' Records]
- 2016 : Don't Need No Money (feat. Steffen Morrison) [Spinnin' Records]
- 2016 : Ciao [Musical Freedom]
- 2016 : Music (avec Dannic feat. Duane Harden) [Fonk Recordings]
- 2017 : Invisible [Spinnin' Records]
- 2017 : Sad Story (Out Of Luck) [Positiva / Spinnin' Records]
- 2017 : Gang (feat. Kris Kiss) [Spinnin' Copyright Free Music]
- 2017 : Turn It Around [Future House Music]
- 2018 : Fire [Musical Freedom]
- 2018 : Sushi [Spinnin' Records]
- 2019 : Gucci Fendi Prada [Spinnin' Records]
- 2020 : Numb (avec Svea feat. Ernia) [Universal Music]
- 2020 : Bam Bam (avec Häwk) [Spinnin' Records]
- 2021 : Do It (avec Buzz Low) [Spinnin' Records]
- 2021 : She's Wild (avec The Beach) [Universal Music]
- 2021 : U&U (avec Tim North) [Universal Music]
- 2022 : Planet In The Sky (avec Klingande feat. MKLA) [Virgin]
- 2022 : Like This (avec Too Many Zooz) [Future House Music]
- 2022 : Big Trouble (avec Tom & Jame) [Future House Music]
- 2022 : Touch (avec Lost Boy) [Universal Music]
- 2022 : Marianela (Que Pasa) (avec Hugel vs. Lirico En La Casa) [Cr2 Records]

### Remixes
- 2011 : Andry J - My Beat (Merk & Kremont Remix) [NuZone Gears]
- 2014 : Promise Land feat. Alicia Madison - Sun Shine Down (Merk & Kremont Remix) [Mixmash Records]
- 2014 : Chris Lake feat. Jareth - Helium (Merk & Kremont Remix) [Ultra]
- 2014 : Pink Is Punk - Pinball (Merk & Kremont Edit) [Rising Music]
- 2014 : Helena feat. Shawnee Taylor - Levity (Merk & Kremont Remix) [Ultra]
- 2014 : Addict DJs feat. Ellenyi - Walk Away (Merk & Kremont Remix) [Dice Records]
- 2014 : Nicky Romero & Anouk - Feet On The Ground (Merk & Kremont Remix) [Protocol Recordings]
- 2015 : Steve Aoki feat. Walk off the Earth - Home We'll Go (Take My Hand) (Merk & Kremont Remix) [Ultra]
- 2017 : Sage The Gemini - Now & Later (Merk & Kremont Remix) [Global Gemini]
- 2017 : Avicii feat. Sandro Cavazza - Without You (Merk & Kremont Remix) [Universal Music]
- 2018 : Bob Sinclar - Somebody Who Needs Me (Merk & Kremont Remix) [Spinnin' Remixes]
- 2018 : Celestal feat. Rachel Pearl & Grynn - Old School Romance (Merk & Kremont Remix) [Universal Music]
- 2019 : Loud Luxury & Anders - Love No More (Merk & Kremont Remix) [Armada Music]